# Dawson Walker
Dawson Walker (ur. 14 marca 1916 w Dundee, zm. 17 sierpnia 1973) – szkocki trener piłkarski.

## Kariera
W 1958 roku Walker był selekcjonerem reprezentacji Szkocji. W roli tej zadebiutował 19 kwietnia 1958 w przegranym 0:3 meczu British Home Championship z Anglią. W czerwcu 1958 poprowadził kadrę Szkocji na mistrzostwach świata. Rozegrała na nim 3 spotkania: z Jugosławią (1:1), Paragwajem (2:3) oraz Francją (1:2), po czym odpadła z turnieju po fazie grupowej.
Pod wodzą Walkera, reprezentacja Szkocji rozegrała łącznie 6 meczów, z których 1 był wygrany, 2 zremisowane, a 3 przegrane.